# Konrad Elye
Konrad Elye (* vor 1375; † zwischen 8. November und 10. November 1423) war 1417/18 Bischof von Basel.

## Leben
Der aus Laufen stammende Konrad war der Sohn des Bürgermeisters Johannes Elye und dessen Frau Gertrud. Er studierte in Prag und Pavia, wo er 1397 den Dr. decr. erhielt. Er war 1381 kaiserlicher Notar und wirkte 1382 als Lehrer in Beromünster. Konrad besass zahlreiche Pfründen. Er war von 1398 bis 1423 Chorherr, und von 1398 bis 1419 Stiftspropst von St. Felix und Regula in Zürich. Weiter war er Domherr, Domkellerer und Domkustos in Konstanz. Ab 1399 war Konrad  auch Domherr in Basel. Von 1389 bis 1392 war er Generalvikar, zwischen 1391 und 1393 Offizial in Basel und später Archidiakon, bis 1423 war er auch Offizial von Konstanz und Archidiakon des Thurgau. Papst Martin V. ernannte ihn 1417/18 zum Bischof von Basel. Konrad konnte sich in seinem Bistum jedoch nicht durchsetzen und verzichtete gegen eine Abfindung. Nach seinem Tod wurde er in der Pfarrkirche St. Martin in Basel beigesetzt.